# La Cañada, Juan Rodríguez Clara
La Cañada är en ort i Mexiko.   Den ligger i kommunen Juan Rodríguez Clara och delstaten Veracruz, i den sydöstra delen av landet, 400 km öster om huvudstaden Mexico City. La Cañada ligger 41 meter över havet och antalet invånare är 676.
Terrängen runt La Cañada är platt. Runt La Cañada är det ganska tätbefolkat, med 166 invånare per kvadratkilometer. Närmaste större samhälle är Juan Rodríguez Clara, 14,1 km sydväst om La Cañada. Omgivningarna runt La Cañada är en mosaik av jordbruksmark och naturlig växtlighet.